# ジョセフ・M・シェンク
ジョセフ・マイケル・シェンク（英語: Joseph Michael Schenck、1878年12月25日 - 1961年10月22日）は、アメリカ合衆国の映画プロデューサー、実業家である。同国の映画産業の発展の鍵を握ったパイオニアである経営者である。英語での発音はスケンク/ˈskɛŋk/。

## 生涯
1878年12月25日、ロシア帝国ヤロスラヴリ州ルイビンスクのユダヤ人家庭に生まれた。1893年、シェンクが14歳のとき、家族でアメリカ合衆国ニューヨークに移民した。シェンクは弟のニコラス・シェンクとともにエンタテインメント・ビジネスに参入し、ニューヨークのフォート・ジョージ・アミューズメント・パークで売店を運営した。その可能性を見出した2人は、1909年にパリセイズ・アミューズメント・パークを買収した。その後、黎明期の映画産業に参入し、マーカス・ロウと提携して映画館チェーンを運営した。
映画ビジネスとの関わりから、ヴァイタグラフ・スタジオの若手女優ノーマ・タルマッジと出会い、1916年に結婚した。シェンクはタルマッジの母ペグと協力して、タルマッジのキャリアを監督・管理し、女優として育て上げた。1917年にはタルマッジの名前を冠した「ノーマ・タルマッジ・フィルム・コーポレーション」という映画製作会社を設立し、この会社は興行的に大成功した。シェンクはタルマッジと7年間別居した後に1934年に離婚した。その後タルマッジは2度結婚するが、シェンクは生涯再婚しなかった。
シェンクはカリフォルニア州パームスプリングスに家を建て、東海岸に残る弟と分かれて、将来的に映画産業の中心地になると考えた西海岸に移住した。それから数年のうちに、シェンクはユナイテッド・アーティスツ(UA)の2代目社長に就任した。1933年には、ダリル・F・ザナックとパートナーを組んで20世紀ピクチャーズを設立し、UAで配給するための映画を製作した。この会社は1935年にフォックス・フィルムを買収して20世紀フォックスとなり、シェンクは会長に就任した。シェンクはアメリカの映画界で最も影響力のある人物の一人となった。
過激派労働組合との和平工作のための買収工作に巻き込まれ、所得税脱税の罪で有罪判決を受けて刑務所に送られたが、大統領の恩赦を受けて釈放された。釈放後20世紀フォックスに戻ったシェンクは、まだ無名だった若い女優マリリン・モンローに夢中になり、モンローがキャリアをスタートさせるに当たって重要な役割を果たした。
1957年に引退した直後に脳卒中で倒れ、完全に回復することはなかった。1961年10月22日にロサンゼルスで死去し、遺体はニューヨーク市ブルックリンのマイモニデス墓地に埋葬された。

## 栄誉
映画芸術科学アカデミー(AMPAS)の創設者の一人である。1952年には、映画産業の発展への貢献が認められアカデミー特別賞を授与された。
ハリウッド・ウォーク・オブ・フェームのハリウッド・ブールバード6757番地にシェンクの星が設置されている。

## 関わった主な映画
- 『キートンの探偵学入門』 : 1924年 - 製作
- 『キートンのラスト・ラウンド』 : 1926年 - 製作
- 『噂の女』 : 1928年 - 製作
- 『山の王者』 : 1929年 - 製作
- 『月世界征服』 : 1930年 - 製作総指揮
- 『恋愛即興詩』 : 1930年 - 製作
- 『濁流』 : 1934年 - 製作総指揮
- 『野性の叫び』 : 1935年 - 製作